# Mirpur Khas (Distrikt)
Der Distrikt Mirpur Khas ist ein Verwaltungsdistrikt in Pakistan in der Provinz Sindh. Sitz der Distriktverwaltung ist die gleichnamige Stadt Mirpur Khas.
Der Distrikt hat eine Fläche von 2925 km² und nach der Volkszählung von 2017 1.505.876 Einwohner. Die Bevölkerungsdichte beträgt 515 Einwohner/km². Im Distrikt wird zur Mehrheit die Sprache Sindhi gesprochen.

## Geografie
Der Distrikt befindet sich im Südosten der Provinz Sindh, die sich im Südosten von Pakistan befindet.

## Verwaltungsgliederung
Der Distrikt ist administrativ in sieben Tehsil unterteilt:
- Digri
- Hussain Bux Mari
- Jhudo
- Kot Ghulam Muhammad
- Mirpur Khas
- Shujaabad
- Sindhri

## Demografie
Zwischen 1998 und 2017 wuchs die Bevölkerung um jährlich 2,14 %. Von der Bevölkerung leben ca. 23 % in städtischen Regionen und ca. 77 % in ländlichen Regionen. In 286.547 Haushalten leben 778.172 Männer, 727.650 Frauen und 54 Transgender, woraus sich ein Geschlechterverhältnis von 106,9 Männer pro 100 Frauen ergibt und damit einen für Pakistan häufigen Männerüberschuss.
Die Alphabetisierungsrate in den Jahren 2014/15 bei der Bevölkerung über 10 Jahren liegt bei 48 % (Frauen: 35 %, Männer: 60 %) und damit unter dem Durchschnitt der Provinz Sindh von 60 %.
| Jahr | Einwohnerzahl |
| ---- | ------------- |
| 1998 | 1.006.329     |
| 2017 | 1.505.876     |